# Prismatocarpus cordifolius
Prismatocarpus cordifolius là loài thực vật có hoa trong họ Hoa chuông. Loài này được Adamson miêu tả khoa học đầu tiên năm 1952.